# North Hertfordshire
North Hertfordshire es un distrito no metropolitano ubicado en el condado de Hertfordshire (Inglaterra). Fue constituido el 1 de abril de 1974 bajo la Ley de Gobierno Local de 1972 como una fusión de los distritos urbanos de Baldock, Hitchin, Letchworth y Royston y el distrito rural Hitchin. Según el censo de 2001 realizado por la Oficina Nacional de Estadística británica, North Hertfordshire tiene 375,38 km² de superficie y 116 908 habitantes.